# Só Não Bastam Palavras
Só Não Bastam Palavras é o segundo álbum de estúdio da Banda Raízes, lançado em 1994.
O álbum evidencia a versatilidade do grupo que, mesmo ao mesclar diversos estilos, não perdeu sua identidade. Só Não Bastam Palavras apresenta arranjos mais primorosos e uma temática mais intimista que o trabalho anterior da banda.

## Faixas
1. Só não Bastam Palavras
2. Faz Parte de Mim
3. Amor Verdadeiro
4. Tá na Hora
5. Blues
6. Só Você
7. Basta o seu Olhar
8. A Melhor Saída
9. Volta Logo
10. Outra Vez